# セルゲイ・ソロヴィヨフ
セルゲイ・ミハイロビッチ・ソロヴィヨフ (ロシア語: Серге́й Миха́йлович Соловьёв) (ユリウス暦1820年5月5日(グレゴリオ暦1820年5月17日)-1879年10月4日(1879年10月16日))はロシア帝国の歴史家。

## 経歴
彼の著作には29巻の書物に古代からのロシアの歴史をまとめた「古代からのロシア史」やポーランド・リトアニア共和国の衰退を著した「ポーランドの没落」(История падения Польши)(1863年)、「ピョートル大帝に関する公の朗読」(Публичные чтения о Петре Великом)(1872年)などがある。彼の業績はヴァシリー・クリュチェフスキー、Dmitry Ilovaysky、セルゲイ・プラトーノフといったロシアの歴史家に影響を与えている。

## 家族・親族
- 息子：ウラジーミル・ソロヴィヨフは哲学者。
- 息子：歴史小説家のフセヴォロド・ソロヴィヨフ（英語版）。
- 娘：詩人でイラストレーターのポリクセナ・ソロウィオワ（英語版）がいる[1]。